# Achelousaurus horneri
Achelousaurus horneri ("Achelous' ödla tillägnad åt Horner") är en art tillhörande ett släkte av Centrosaurinae från perioden yngre krita i dagens Nordamerika. Den var en fyrbent växtätande ceratopsie med en papegojliknande näbb, en skrovlig boss (en stor benknöl) på nosen och ytterligare två bakom ögonen (vilka återfinns hos fullvuxna individer) samt två långa horn i änden av dess långa nackkrage. Därmed liknade den en korsning mellan Pachyrhinosaurus och Einiosaurus. Dock är dess boss på nosen mindre än hos den förstnämnda arten. Knölen kunde ha använts i strid. I avseendet att den hade två horn på kragen liknade den Einiosaurus. Achelousaurus var med sin längd på 6 och höjd på 2,7 meter en medelstor ceratopsie.

## Tidigare klassificering
Tidiga redogörelser föreslog att Achelousaurus representerade en felande länk mellan ceratopsier med modifierade horn så som Einiosaurus och hornlösa Pachyrhinosaurus (Horner o.a., 1992). Medan de kanske eller kanske inte formar en direkt linje av härstamning, är dessa tre släkten i alla fall nära relaterade till varandra och förenas ofta i en stam, Pachyrhinosaurini, inuti underfamiljen Centrosaurinae och familjen Ceratopsidae (Sampson, 1995; Dodson o.a., 2004).

## Etymologi
Släktet och den enda arten döptes båda av paleontologen Scott Sampson år 1995. Det specifika namnet hedrar Jack Horner, en inflytelserik amerikans paleontolog känd för sina många fynd av dinosaurier i Montana. Släktnamnet Achelousaurus betyder "Achelous' ödla", och den är döpt efter den viktige flodguden Achelous i grekisk mytologi. Achelous fick ett av sina horn utslitna av Herakles i ett mytologiskt slag emellan de legendariska hjältarna. Alla tre kända kranier av Achelousaurus har de ojämna knölarna på den plats där andra ceratopsier har sina horn, vilket vid första anblick kan se ut som om de har fått hornen avslitna. Achelous firades också för att vara hamnskiftare, precis så som Achelousaurus verkar kombinera drag från andra ceratopsier. Suffixet kommer från det grekiska ordet σαυρος/sauros som betyder "ödla". 

## Fynd
Achelousaurus är känd från den amerikanska staten Montana, i Two Medicine-formationen, vilken innehåller sediment daterade från campanian-skedet under yngre krita, mellan 83 och 74 miljoner år sedan. Achelousaurus hittades i de högsta nivåerna i formationen, så den levde antagligen i slutet inom den tiden, för 74 miljoner år sedan. Andra dinosaurier som man funnit i denna formation är Daspletosaurus, Bambiraptor, Euoplocephalus, Maiasaura och Einiosaurus.
Forskare har än så länge funnit tre kranier och delar av kranier från Two Medicine-formationen, allt finns nu vid Museum of the Rockies i Bozeman, Montana. Kraniet av en fullvuxen Achelousaurus (inkluderat hornen i änden av kragen) är över 1,6 meter lång. 